# 廣島日出国
廣島 日出国（ひろしま ひでくに、1937年11月18日 - 2009年10月23日）は、元陸上競技（マラソン）選手・指導者。現役引退後は旭化成陸上部、沖電気陸上競技部の監督・総監督として活動した。

## 人物
宮崎県東臼杵郡北郷村（現在の美郷町）出身。男子マラソンの元日本記録保持者で旭化成の先輩だった廣島庫夫は叔父に当たる。
中学校卒業後、九州一周駅伝に憧れ長距離走を始める。旭化成陸上部からは早くから勧誘があったが、農家の長男であることを理由に固辞を続け、最後は叔父の庫夫の説得で1959年に入部。ローマオリンピックの最終選考会では途中まで独走しながら無念の途中棄権となり、叔父と揃っての五輪代表はならなかった。
1964年の東京オリンピックの候補にも選ばれたが出場には至らなかった。その後は1965年の福岡国際マラソンで優勝するなどの活躍を見せた。
しかしながら廣島の真骨頂は現役引退後、指導者になってから発揮された。旭化成陸上部の監督時代には男子では宗茂、宗猛、児玉泰介、谷口浩美、森下広一、女子では宮原美佐子といった数多くの名選手を発掘し育て、全日本実業団駅伝（ニューイヤー駅伝）では6連覇するなど、旭化成の黄金時代を作り上げた。
1988年に旭化成を退社し、長距離チームを設けたばかりの沖電気宮崎（当時）陸上競技部監督に就任。ここでは川上優子を見出し、全日本実業団対抗女子駅伝で3度優勝に導いている。
2002年には沖電気陸上部監督の座を、旭化成時代の愛弟子である谷口浩美に譲り、総監督に就任した。その後病に倒れ、晩年は病院で療養生活を送っていた。しかし沖電気陸上部は、2009年3月をもって廃部となっている。
2009年10月23日、肺炎のため宮崎市の病院で死去。71歳没。

## マラソン成績
1. 2時間45分00秒　  46位　1958年朝日国際マラソン
2. 途中棄権　　　　　  　   1959年朝日国際マラソン
3. 2時間31分49秒　   6位　1960年別府大分毎日マラソン
4. 途中棄権　　　　　　     1960年毎日マラソン（ローマ五輪代表選考会）
5. 途中棄権　　　　　 　    1960年朝日国際マラソン
6. 2時間33分20秒　  16位  1961年朝日国際マラソン
7. 2時間35分18秒　  14位  1962年別府大分毎日マラソン
8. 2時間22分23秒4   16位  1962年朝日国際マラソン
9. 2時間17分32秒　 　6位　1963年別府大分毎日マラソン
10. 2時間32分37秒0     8位　1963年延岡西日本マラソン
11. 2時間25分46秒　　 9位　1963年毎日マラソン
12. 2時間23分08秒4 　 5位　1963年朝日国際マラソン
13. 2時間20分46秒2　 優勝　1963年延岡西日本マラソン
14. 2時間19分29秒8　  3位　1964年別府大分毎日マラソン
15. 2時間39分06秒　  48位　1964年毎日マラソン（東京五輪代表選考会）
16. 2時間17分18秒4　  3位　1964年朝日国際マラソン
17. 2時間21分30秒     14位　1965年別府大分毎日マラソン
18. 2時間25分31秒　   4位　 1965年延岡西日本マラソン
19. 2時間18分35秒8　 優勝　1965年朝日国際マラソン
20. 2時間16分00秒　 　7位　1966年別府大分毎日マラソン
21. 2時間31分45秒　   優勝   1966年那覇マラソン
22. 2時間31分18秒　  13位　1966年ポリテクニック・ハリアーズ・マラソン
23. 2時間26分00秒　　 7位　1966年玉造マラソン
24. 2時間14分05秒2　  2位　1966年国際マラソン（当時日本国内最高、生涯自己記録）
25. 2時間19分31秒　 　9位　1967年別府大分毎日マラソン
26. （記録不明)　　    57位　1967年ボストンマラソン
27. 2時間41分20秒6　  3位　1967年東日本マラソン
28. 2時間15分16秒　 　7位　1967年国際マラソン
29. 2時間20分51秒　  14位　1968年別府大分毎日マラソン
30. 2時間26分54秒　  15位　1968年毎日マラソン（メキシコ五輪選考会）
31. 2時間28分00秒　  42位　1969年別府大分毎日マラソン
32. 2時間28分39秒2　  7位　1969年タイムスマラソン
33. 2時間18分50秒2   16位　1969年国際マラソン

## 関連書籍
- 『天に向かって走れ　広島日出国聞書』（廣島日出国(述)、金子麻理(著)、西日本新聞社、1999/3、廣島日出国の伝記、ISBN 978-4816704802）

## 脚註
1. ↑  広島日出国さん死去 朝日新聞 2009年10月23日閲覧